# Katastrofa lotnicza na Piz Segnas
Katastrofa lotnicza na Piz Segnas  – wypadek lotniczy, do którego doszło 4 sierpnia 2018, gdy zabytkowy samolot pasażerski Junkers Ju 52, obsługiwany przez linie lotnicze Ju-Air rozbił się na górze Piz Segnas w Szwajcarii podczas podróży z Locarno do Dübendorf. Zginęło wszystkie 20 osób znajdujących się na pokładzie.
Była to pierwsza katastrofa samolotu Ju-Air z ofiarami śmiertelnymi od czasu rozpoczęcia działalności przez te linie lotnicze w 1982 roku. Za bezpośrednią przyczynę wypadku uznano niebezpieczne manewry wykonywane przez pilotów.

## Przebieg lotu
Samolot leciał z lotniska w Locarno do bazy lotniczej w Dübendorf, wracając z dwudniowej podróży. Pogoda była lepsza niż zazwyczaj w tym rejonie o tej porze roku, z wzburzonymi wiatrami. O 16:56 czasu lokalnego w dniu 4 sierpnia (14:56 UTC), Junkers uderzył w górę Piz Segnas, na wysokości 2540 metrów.
Szwajcarskie władze stwierdziły, że samolot uderzył w ziemię prawie pionowo i z dużą prędkością. Świadek, przebywający w chwili katastrofy w pobliskiej Przełęczy Segnas widział Junkersa zbliżającego się od południa i przelatującego nad Martinsloch, o charakterystycznym 18-metrowym oknie skalnym na grzbiecie górskim Tschingelhörner, obok przełęczy. Następnie, zamiast przelecieć nad grzbietem, samolot wykonał ostry zakręt, zanurkował pionowo i uderzył w płaskowyż poniżej. Około 10 minut przed katastrofą inny świadek zaobserwował, że Ju 52 gwałtownie przechylał się w lewo i tracił wysokość, po czym zwiększył moc silnika i wrócił do normalnego lotu.
Na pokładzie przebywało 3 członków załogi i 17 pasażerów. Każdy z nich był Szwajcarem, oprócz austriackiej pary i ich syna. W samolocie znajdowało się łącznie dziewięć kobiet i jedenastu mężczyzn.

## Samolot i załoga
Samolot, który uległ katastrofie to Junkers Ju 52 / 3mg4e, rejestracja HB-HOT, o numerze seryjnym 6595. Służył on w szwajcarskich siłach powietrznych od 1939 do 1985 roku, kiedy to został przejęty przez Ju-Air, firmę oferującą loty widokowe starymi samolotami. Wylatał 10 000 godzin. Został wykorzystany w filmach Tylko dla orłów (1968) i Walkiria (2008) oraz w niemieckim filmie z 2012 roku Bis zum Horizont, dann links!. Samolot otrzymał certyfikat zdatności do lotu wydany przez Federalny Urząd Lotnictwa Cywilnego (FOCA) w dniu 6 kwietnia 2018, ważny na okres dwóch lat.
W dniu katastrofy Junkers był pilotowany przez dwóch doświadczonych pilotów w wieku 62 i 63 lat. Obaj mieli duże doświadczenie jako piloci w Swissair, Swiss i Edelweiss Air, a także ponad 30 lat służby milicyjnej w Szwajcarskich Siłach Powietrznych. Obydwaj mieli także wylatane kilkaset godzin na Ju 52. Trzecim członkiem załogi była 66-letnia stewardesa z 40-letnim doświadczeniem zawodowym.

## Konsekwencje
Trasy piesze i lokalna przestrzeń powietrzna zostały zamknięte na czas operacji wydobycia wraku, w której udział wzięło pięć śmigłowców.
Linie Ju-Air zawiesiły wszystkie loty samolotami Ju 52 na okres dwóch tygodni, aż do wznowienia działalności 17 sierpnia, jednak w bardziej surowych warunkach.
W marcu 2019 r., podczas gdy dochodzenie w sprawie katastrofy nadal trwało, FOCA zakazało Ju-Air prowadzenia lotów pasażerskich z maszynami Ju 52, umożliwiając członkom klubu tylko prywatne loty. Uznano, że historyczne samoloty, takie jak Ju 52 nie spełniają obowiązujących wymogów bezpieczeństwa dla komercyjnego transportu pasażerskiego.
Po zakończeniu dochodzenia, Szwajcarska Komisja Śledcza ds. Bezpieczeństwa Transportu (STSB) wydała 8 rekomendacji dotyczących bezpieczeństwa ruchu lotniczego.

## Dochodzenie
Wypadek był badany przez STSB i policję kantonalną w Grisons w imieniu prokuratury federalnej i kantonalnej.
Rzecznik STSB stwierdził, że Junkers „spadł jak kamień na ziemię” a fala upałów w Europie mogła mieć wpływ na dojście do katastrofy, ponieważ ciepło zmniejsza wydajność, z jaką wznosi się samolot. Policja wskazała, że przed katastrofą nie otrzymano z samolotu żadnego sygnału o niebezpieczeństwie. Śledczy wykluczyli kolizję z liną lub samolotem i stwierdzili, że nie było żadnych śladów wskazujących na utratę części samolotu przed katastrofą. Samolot nie był wyposażony w żadne rejestratory parametrów lotu. Badacze mieli nadzieję znaleźć odpowiednie informacje w osobistych zdjęciach i nagraniach wideo pasażerów wykonanych podczas lotu. STSB wydało po katastrofie wstępne sprawozdanie w dniu 15 sierpnia 2018. 20 listopada 2018  wydano raport pośredni, w którym podano informację o śladach korozji i pęknięciach, niezwiązanych z wypadkiem, które skutecznie uziemiły dwa pozostałe Ju-52 Ju-Air (HB-HOP i HB-HOS) aż do pełnego wyjaśnienia sprawy.
28 stycznia 2021 STSB opublikowała raport końcowy, według którego główną przyczyną katastrofy były niebezpieczne manewry wykonywane przez pilotów samolotu. Według raportu, samolot znajdował się na niebezpiecznie niskiej wysokości, która uniemożliwiła zmianę trasy lotu. Samolot miał również poruszać się z niebezpiecznie niską prędkością. Czynniki te, połączone z turbulencjami występującymi w dolinie przez którą leciał samolot, miały doprowadzić do utraty kontroli nad samolotem przez pilotów. Jako dodatkowe czynniki wskazano środek ciężkości znajdujący się poza bezpiecznymi granicami i niepostępowanie zgodnie z regulacjami zapewniającymi bezpieczeństwo lotu.